# Kusari-Katabira
Die Katabira (jap. 帷子), auch Kusari-Katabira, Karuta-Katabira oder Kikkō-Katabira ist eine Rüstung aus Japan.

## Beschreibung
Die Katabira ist eine leichte Ketten- (Kusari-Katabira) oder Plattenrüstung, (Karuta-Katabira, Kikkō-Katabira). Sie besteht je nach Version aus einer mehr oder weniger langen Jacke die entweder lange oder kurze Ärmel hat. Dazu kommen eine Haube, Handschuhe, ein Oberschenkelschutz, Schienbeinschutz und Kusari-Tabi. Die Ketten- oder Plattenpanzerung ist auf eine Unterlage aus gepolstertem Stoff aufgenäht oder nach Art einer Brigantine zwischen zwei Lagen Stoff eingenäht. Beide Panzerarten sind bei dieser Rüstung sehr fein gearbeitet. Die Ringe oder auch Platten sind im Vergleich zu anderen Rüstungen klein und filigran. Dadurch konnte die Rüstung unter anderen Kleidungsstücken, wie dem Kimono, der schwereren Rüstung (Yoroi) oder auch der Kampfkleidung der Ninja getragen werden. Hierdurch war ein fast unsichtbarer Schutz vorhanden, mit dem Gegner nicht rechneten.

## Galerie

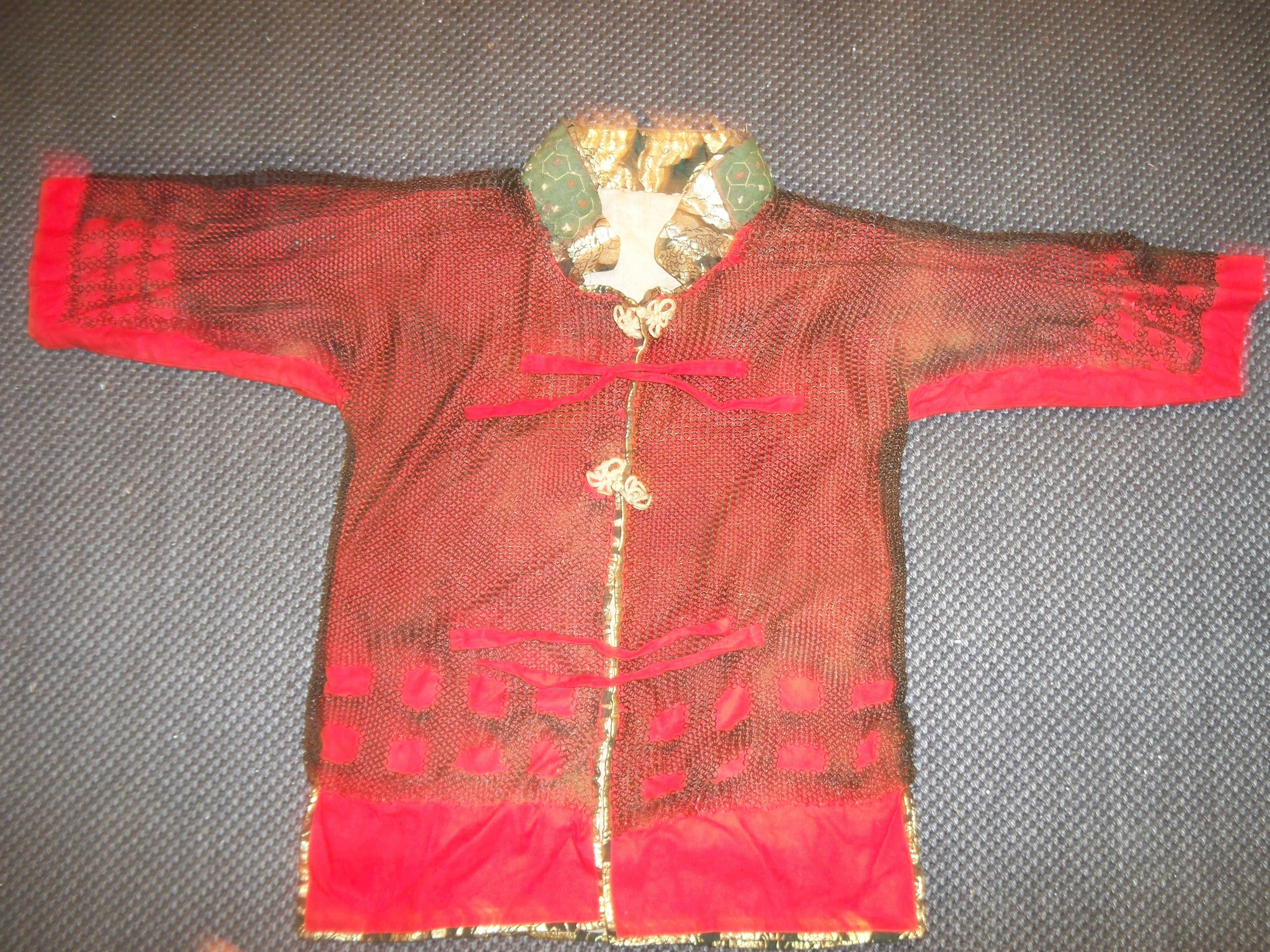
Kusari-Katabira
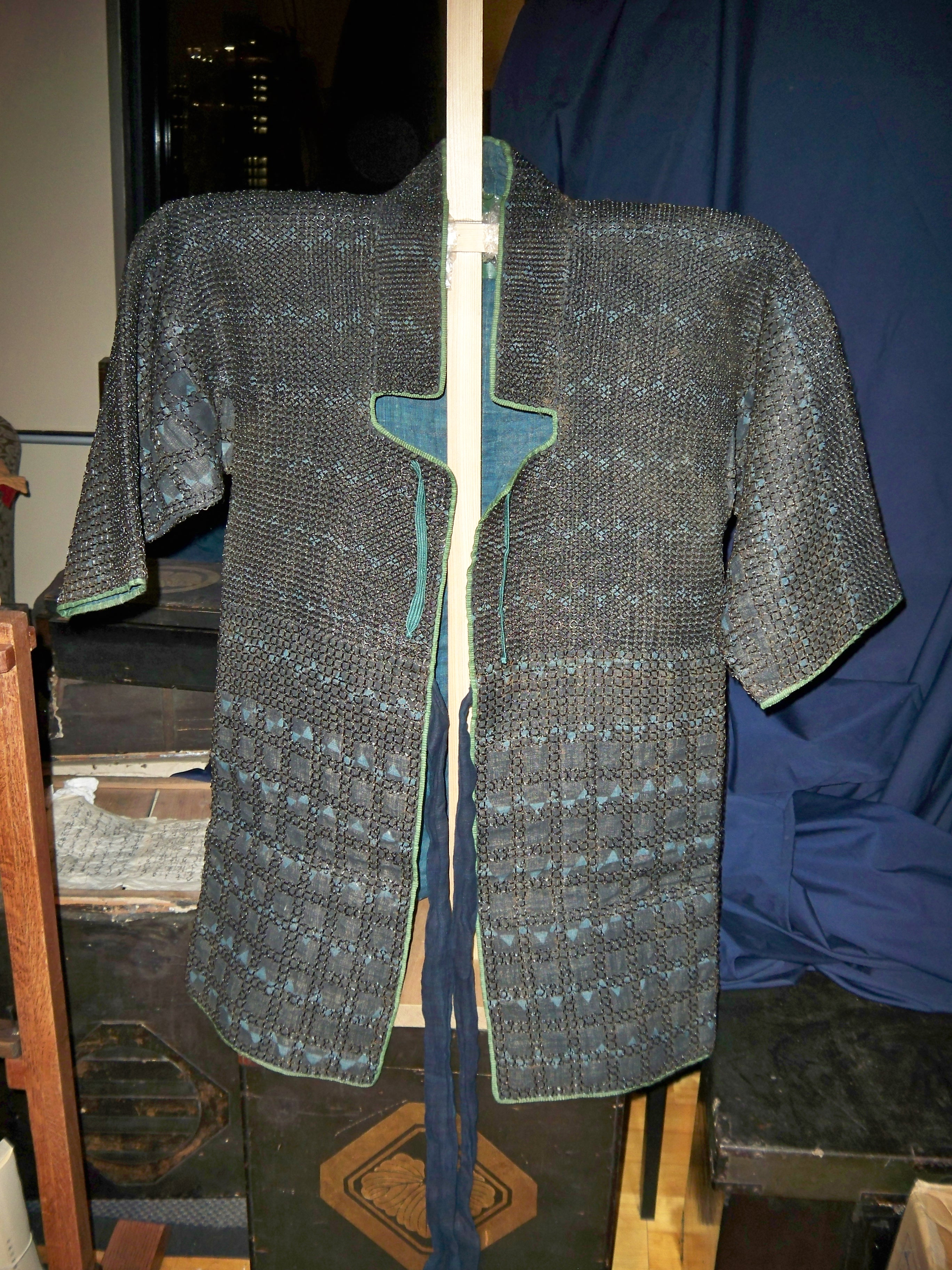
Kusari-Katabira
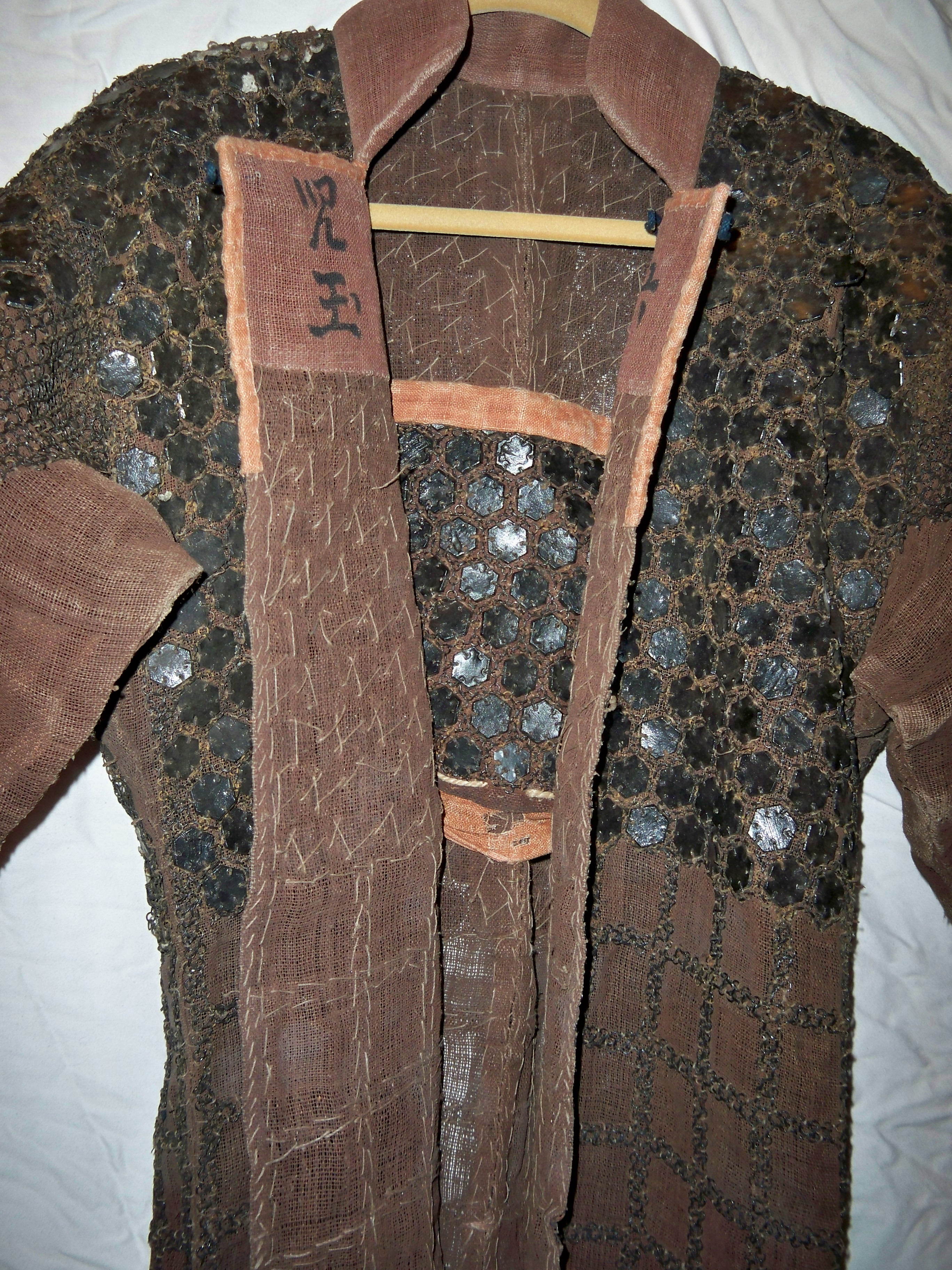
Kikko-Katabira
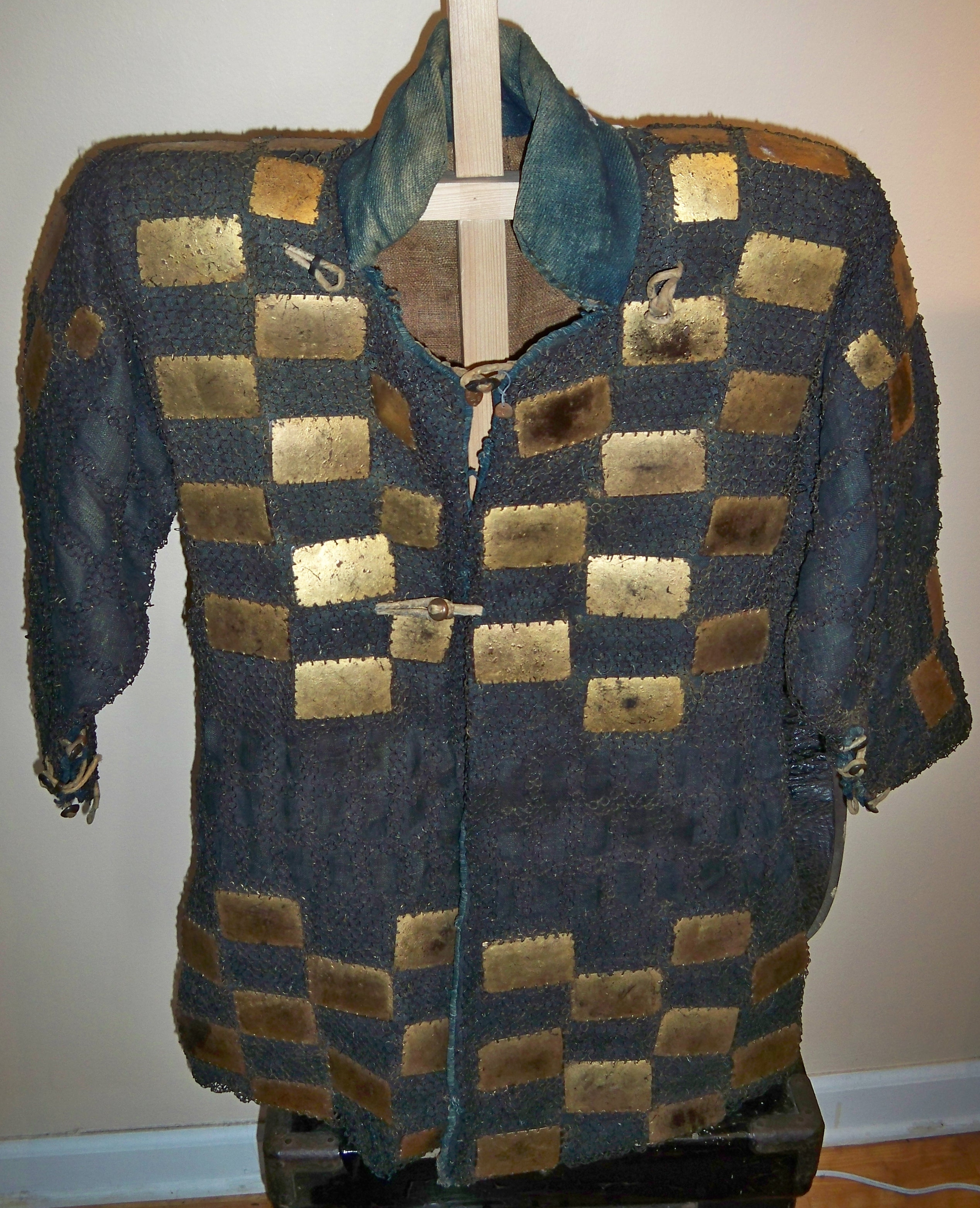
Karuta-Katabira